# Silva Iaponicarum
Silva Iaponicarum (jap. 日林) – półrocznik (wcześniej kwartalnik) japonistyczny, publikujący artykuły z zakresu nauk humanistycznych i społecznych w języku angielskim i japońskim. Ukazuje się w wyniku współpracy ośrodków japonistycznych w Poznaniu, Krakowie, Warszawie i Toruniu.
Czasopismo zostało założone w 2004 roku na Uniwersytecie im. Adama Mickiewicza w Poznaniu. Oprócz wyników badań ukazują się tam również m.in. recenzje publikacji japonistycznych oraz tłumaczenia tekstów źródłowych.
Pierwszy numer ukazał się jesienią 2004 roku. W latach 2004–2020 (numery 1-63, częściowo łączone) czasopismo było kwartalnikiem, od 2021 (od numeru 64) wydawane jest dwa razy do roku.
Publikacje w Silva Iaponicarum są indeksowane w bazie ERIH PLUS (2024). W wykazie czasopism punktowanych przez polskie ministerstwo nauki przypisano mu 40 punktów (stan na 5 stycznia 2024).
Redaktorem naczelnym jest Aleksandra Jarosz (2024).